# نانوباما
نانوباما نام پرتره‌ای میکرومینیاتوری از باراک اوباما، رئیس‌جمهور ایالات متحده آمریکا است.
به مناسبت انتخاب اوباما در انتخابات ریاست جمهوری سال ۲۰۰۸ و برای جلب توجه توانمندی‌های رو به رشد فناوری نانو، پروفسور جان هارت از دپارتمان مهندسی مکانیک دانشگاه میشیگان کوچکترین تصویر پرتره ریاست جمهوری در جهان را در ابعاد ۵۰۰ میکرومتر ساخت.
این پرتره از ۱۵۰ میلیون نانولوله کربنی تشکیل شده‌است. هارت این تصویر را پیش از مشخص شدن نتیجه انتخابات ساخت و خبر آن را در اوایل نوامبر ۲۰۰۸ پس از پیروزی باراک اوباما در انتخابات سال ۲۰۰۸ منتشر کرد.
نانوباما در واقع چندین تصویر در مقیاس نانو هستند که همگی بر روی یک قرص سیلیکونی قرار گرفته‌اند که در دفتر پروفسور جان هارت نگهداری می‌شوند.

جان هارت در مورد نانوباما گفته‌است:
" من احساس می‌کنم چنین حرکتهایی در ارتباط با پیوند بین علم و فناوری باعت جلب توجه مخاطبان زیادی خواهد شد و این ارزش زیادی دارد "